# Клеопатра V
Клеопатра V Трифена (грец. Κλεοπάτρα Τρύφαινα, померла близько 69/68 р. до н. е. або близько 57 р. до н. е.) — давньоєгипетська цариця з династії Птолемеїв. Єдина достовірно підтверджена дружина Птолемея XII, її єдина відома дитина — Береніка IV, але вона також, ймовірно, була матір'ю Клеопатри VII.

## Походження та шлюб
Через мізерний обсяг джерел про її життя Клеопатра V є дуже маловідомим членом династії Птолемеїв. Відомо лише кілька достовірних фактів про неї. Утім факти її життєпису є предметом суперечливих теорій. У всіх відомих стародавніх джерелах їй надано ім'я Тріфена. Можливо, вона носила його до сходження на престол, коли прийняла традиційне царське ім'я Клеопатра . У деяких сучасних спеціальних літературних джерелах Клеопатра Трифена, дружина Птолемея XII згадується як Клеопатра VI . Історик класичної античності Вернер Хусс називає її Клеопатрою VII Трифеною .
Походження Клеопатри V достовірно невідоме. Вона могла бути законною або незаконнонародженою донькою Птолемея IX  або законною донькою Птолемея X. Згадується, що у 88 році до н. е. Птолемей X Александр утік із Єгипту зі своєю дружиною Беренікою III та донькою. Клеопатра Трифена може бути цією неназваною на ім'я донькою .
Клеопатра V вперше згадується у 79 році до н. е. у двох папірусах. Один із цих папірусів датується 17 січня 79 року до н. е. У тому ж році вона вийшла заміж за Птолемея XII, царя Єгипту. Єгипетські титули Клеопатри, виявлені головним чином в Едфу та Філах, включають «доньку Ра», «жінку-правителя» та «господарку двох земель» .

## Смерть та ідентифікація
Неясно, як довго жила Клеопатра V, і з якими згадуваними Клеопатрами Трифенами в історичних записах її слід ототожнювати, оскільки нумерація, що використовується для розрізнення Птолемеїв, є сучасним винаходом. Клеопатра Трифена V зникла приблизно в той же час, коли народилася Клеопатра VII (69 р. до н. е.): її ім'я починає зникати з пам'ятників і папірусів, і є папірус Птолемея XII від 69 р. до н. е., який не згадує її, але, як передбачається, повинен був зробити це, якби вона все ще була жива .
Є деякі вказівки на те, що Клеопатра V могла померти в 69 році до нашої ери, очевидно, під час пологів або, можливо, була вбита. Якщо вона справді померла так рано, то Клеопатра Трифена, яка згадується (після вигнання Птолемея XII) як співправителька Єгипту (разом із Беренікою IV) у 58 та 57 роках до н. е., і померла близько 57 року до н. е., повинна бути її донькою, пронумерованою деякими істориками як Клеопатра VI Трифена . Це припущення також підтверджується філософом Порфирієм.
З іншого боку, є посвята у храмі Едфу від 5 грудня 57 року до н. е., в якому ім'я Клеопатри Трифени вписано поряд з ім'ям Птолемея XII (який, однак, не був присутній в Єгипті на той час), що означало б швидше за дружину царя, ніж доньку, і було б малоймовірним, якби дружина Птолемея XII дійсно померла за 12 років до цього. Таким чином, деякі, хоч і не всі, сучасні історики вважають Клеопатру V тотожною передбачуваною Клеопатрі VI Трифені та вважають, що вона жила до 57 року до н. е. Це узгоджується з розповіддю Страбона, який повідомляв, що у Птолемея XII було лише три доньки; їх можна достовірно ідентифікувати як Береніку IV, Клеопатру VII та Арсіною IV, що не залишає серед них місця для Клеопатри VI . Вернер Гус висунув припущення, що у 69 р. до н. е. між Клеопатрою V та Птолемеєм XII спалахнув конфлікт, внаслідок якого Клеопатра V потрапила в опалу і була вилучена з політичної сцени Єгипту .
Клеопатра V, ймовірно, була матір'ю Клеопатри VII      . Майкл Грант дійшов висновку, що «загалом» представляється найімовірнішим, що Клеопатра V була матір'ю Клеопатри VII, зазначаючи, що якби Клеопатра VII була незаконнонародженою, її «чисельні римські вороги відкрили це світові». Він зазначав, що треба виключити гіпотезу, що Клеопатра VII була народжена другою дружиною Птолемея XII, коли Клеопатра V була при владі, і що якби ця невідома друга дружина була матір'ю Клеопатри VII, а пізніше була б узаконена «царицею», Клеопатру VII все одно вважали б бастардом, і «її римські вороги не прогавили б нагоди натякнути на це» .
Роллер припустив, що Клеопатра могла бути донькою теоретично наполовину македонсько-грецької, наполовину єгипетської жінки, що належить до родини жерців бога Птаха, і була «тільки формально незаконнонародженою» (проте він стверджує, що незалежно від походження Клеопатри, вона найбільше), але зазначив, що якщо ця невідома жінка не була матір'ю Клеопатри, то Клеопатра V була б її матір'ю  . Частина його аргументації заснована на згадці Страбоном про те, що у Птолемея XII було лише три доньки, причому Береніка була єдиною законною  . Але, як зазначив Грант, з усіх нападок на Клеопатру VII у них не було аргументу про її незаконнонародженість, і вона згадується лише у випадковому зауваженні Страбона  .
Більшість вчених сходяться на думці, що Береніка IV була донькою Клеопатри V. Інша дружина Птолемея XII могла бути матір'ю молодших братів і сестри Клеопатри VII: Арсиної IV, Птолемея XIII та Птолемея XIV. Однак, на думку Крістофера Беннетта Клеопатра V була матір'ю всіх відомих дітей Птолемея XII .